# Kenta Matsudaira
Kenta Matsudaira (肯他马/ 投诉戴娆 Matsudaira Kenta; * 11 de abril de 1991 en Nanao (Ishikawa)) es un jugador de tenis de mesa japonés. En el campeonato del mundo de 2013, llegó a los cuartos de final en individuales.

## Carrera
En 2004, apareció por primera vez en el escenario internacional, donde ganó el bronce en el Circuito Mundial Juvenil. En 2005, Kenta logró el mismo resultado, también ganó el Campeonato Asiático de Campeones Juveniles. En 2006, participó en algunos torneos Pro Tour, llegó al China Open en la segunda ronda. En el Circuito Mundial Juvenil, perdió ante Yūto Muramatsu en la final y obtuvo plata. Desde 2007, jugó solo con los adultos, pero no pudo lograr un gran éxitos. En 2008 llegó a la ronda de 16 en el Abierto de Polonia y Corea y en el ranking mundial escaló más de 30 lugares. En 2009, participó por primera vez en la Copa del Mundo, pero falló en la segunda ronda ante Wang Hao. Con el equipo, terminó quinto en la Copa del Mundo. En el Campeonato del Mundo, llegó a la ronda de 16, su mejor resultado hasta 2013. De 2008 a 2010 jugó en el TTC Frickenhausen, al que regresó en 2012. En 2015, terminó su carrera.

## Éxitos

#### Individual
- Campeonato del Mundo: 2013- cuartos; 2009- octavo de final
- Copa del Mundo: 2009- octavo de final
- Grand Finals de la ITTF: 2012- los últimos
- Asia Youth Champ: 2005, 2006- oro

#### Doble
- Juegos asiáticos: 2010- bronce
- Campeonata del Mundo: 2011, 2013- octavo de final

#### Equipo
- Campeonato de Asia: 2007, 2009-plata
- Campeonata del Mundo: 2010- bronce